# 극화 오바Q
극화 오바Q(일본어: 劇画・オバQ 게키가오바큐[*])는 후지코 F. 후지오(발표시에는 후지코 후지오 명의.)의 만화 작품이다. "오바케의 Q 타로"의 에필로그 이야기이다. 초출은 1973년에 빅 코믹(쇼가쿠칸) 2월 25일호에 게재되었다.

## 개요
후지코F가 마조리 키난 롤링스의 소설 "사슴 이야기"에서 힌트를 얻었다는 작품이다. 조디 소년과 플래그로 명명된 야생 사슴과의 만남과 이별이 즐거웠던 소년 시절에 결별을 그린 이 작품이 "오바Q"로 대체되었다.

## 등장인물
- Q타로
- 오오하라 쇼타
- 쇼타의 아내
- 히시로 제이
- 고지라
- 키사 키자오
- 고이즈미 요시코